# Szövegértő olvasás
A szövegértő olvasás technikái általában nem önállóak, inkább egymást kiegészítve használjuk őket. Máshogy olvasunk egy számunkra izgalmas regényt és egy matematikai szöveges feladatot. A szövegértés azt jelenti, hogy megértettük a részleteket és azok összefüggéseit, így birtokba vettük a szöveget mint szemantikai, szintaktikai, gondolati egységet. A szöveg értelmezése – adott esetben – ennél többet is jelenthet, ha az adott szöveget behelyezzük egy tágabb ismeretanyagba és/vagy egy korábban tárolt információsorozattal hasonlítjuk össze. A szöveg megértéséhez szükség van a grammatika ismeretére, hiszen a szöveg lényege éppen a grammatikai, szemantikai és gondolati kohézió, egység. Mindezt összefoglalóan „mentális nyelvtannak” nevezik. A pszicholingvisztika ezen belül azt vizsgálja például, hogy a bemenethez miként kapcsolódik a mondatszerkezet, hogyan rendezzük össze a szintagmákat, milyen elemzés teszi lehetővé a tematikus szerepek, funkcionális kategóriák megtalálását.

## Technikái
Megkülönböztetünk ismeretszerző olvasást, tanulási célú olvasást, élményszerző olvasást, kereső olvasást, áttekintő olvasást, feladatazonosító olvasást, javító vagy ellenőrző olvasást és korrektúraolvasást. 
Az, hogy éppen melyik technikát használjuk, nagyban függ attól is, hogy mire kérdezünk rá. A szöveg megértésének a vizsgálatakor rákérdezhetünk a fő gondolatra, a részletekre, az ok-okozati viszonyokra, a szövegszerkezet felépítésére és sok egyébre is. 
Egy másik fajta felosztás szerint létezik interpretáló olvasás (azaz szó szerinti, értelmező olvasás), kritikai (azaz bíráló) olvasás és kreatív (azaz alkotó) olvasás. E felosztás szerint az értelmező olvasás alatt a „sorok közötti” olvasást értjük. Olyan dolgokat értünk meg ilyenkor, amelyek csak implikálva, rejtve találhatók meg a szövegben. Ennek elsajátítását tanítani kell, mert a pragmatikai tudás elsajátítása csak így lehetséges.  Az implikációk nem szándékos elhallgatások, hanem bennfoglalások. Olyan dolgok, melyeket nem írunk bele a szövegbe, mert fölösleges a dolgokat agyonmagyarázni, másrészt neveltetésünknél, kulturális hagyományainknál, szokásainknál fogva értelmezni tudjuk a szöveget.

### Pragmatikai tudás
Az implikációk megértéséhez pragmatikai tudásra van szüksége az olvasónak. A következő készségek tartoznak ide: 
1. Olyan gondolatok, melyek nincsenek közvetlenül megfogalmazva.
2. Olyan ok-okozati viszonyok kiderítése, melyek nincsenek közvetlenül benne a szövegben.
3. A névmások és a határozószók jelöltjének (referensének) a megállapítása.
4. A hiányzó szavak (ellipszis) kikövetkeztetése.
5. A cselekvés módjának a kiderítése.
6. Az író szándékának a kiderítése: miért írta a szöveget, mi volt vele a célja.
7. Következtetések levonása.
8. A költői nyelv (metaforák stb.) megértése.

### Kritikai és kreatív olvasás
A kritikai olvasás már egy magasabb szintű olvasási mód, melyhez a szöveg szó szerinti és értelmező olvasása szükséges. Ilyenkor értékeljük az olvasott szöveget, és ilyenkor hasonlítjuk össze azt a mindennapi tapasztalatokkal. Ez a mód a megfelelő arra is, hogy a leírtak korrektségét és időszerűségét megállapítsuk. A kreatív olvasás nem áll távol a kritikai olvasási módtól. Ez az olvasás annyiban tér el az előzőtől, hogy a képzeletnek fokozottabb szerep jut. Ezt a fajta olvasást gyakoroljuk, ha a szöveg továbbgondolása vagy átfogalmazása a feladat. Egyesek  e három olvasási módot egy hierarchiában helyezik el, melyben a kreatív olvasás áll a legfelső szinten.  Ennek oka az lehet, hogy ilyenkor már a szöveg továbbfejlesztése is lehetővé válik.

## Agybéli tevékenységek
Az olvasással kapcsolatos agybéli tevékenységeket két részre osztják. Az analitikus olvasáskor az olvasó a szavakat azonosítja az agyában tárolt, már meglévő lexikonnal. Ilyenkor grammatikai analízist végzünk, a szót elemeire bontjuk és így megértjük a mondatot. Az impresszionisztikus olvasás során viszont az olvasó csak kitalálja a mondat jelentését. Ilyenkor nem végez grammatikai analízist, csak a szó ismerős formájára támaszkodik, asszociál. Mettingly a két olvasási módot a gyakorlottsággal hozza összefüggésbe. Azaz szerinte a kezdő olvasó az analitikus olvasást, a gyakorlott az impresszionisztikust használja. Azt az olvasót pedig, aki nem képes analizálni a szöveget, nem is tekinti valódi olvasónak. Ez akkor fordulhat elő, ha a szöveg olvasója nem ismeri az adott szó fonéma-morféma szerkezetét, vagy nincs kellő grammatikai tudása.

## Beszédfeldolgozás
A pszicholingvisztika ezzel összefüggésben a mondatmegértést és a beszédfeldolgozást vizsgálja részletesebben. A beszédfeldolgozás, azaz a nem írott szövegek megértése lényegében egybeesik az olvasás folyamatával, hiszen az is a beszédpercepció folyamatára épül. A különbség csak az, hogy olvasáskor hang-betű transzformáció történik . Mindkét esetben létezik egy formálisabb folyamat, az olvasásészlelés, melyet dekódolásnak nevezünk, és létezik egy tartalmi folyamat, ami maga a megértés. A hangzó szöveg feldolgozásának útja a következő lépcsőkből áll: hallás, észlelés, értés, értelmezés. Ezzel szemben az olvasott szövegnél ugyanez a látás, a vizuális észlelési folyamatok, a betű-hang megfelelések útján történik, majd ezt követi egy váltás a beszédpercepció szintjére. A betűsor és a hangsor azonosítása, a megértés és az értelmezés történik ekkor. Módszertani szempontból nem is érdemes elválasztani élesen a hangzó és az írott szöveg feldolgozásának gyakorlatát. A hangos olvasás ugyanis nagyban segíti a feldolgozást és a dekódolások automatikussá tételét. Emellett a hangos olvasás ellenőrzésként is szolgálhat. Néma olvasáskor ugyanis, például egy feladat megoldásakor nem szűrhető ki sem a véletlen, sem pedig a szomszédról való másolás lehetősége sem. 
A hosszabb szövegek megértésének egyik alapfeltétele a tagolás. A globális szövegértést először tehát egy kisebb egység, a mondatok megértésének mechanizmusa előzi meg. 
Az olvasástanítást legtöbbször nyelvészeti és pszichológiai problémakörként kezelik, de nem csak az. Nem véletlen, a nyelvészeten és a pszichológián kívül a kulturális antropológia, a szociológia, a történelemtudomány, a pedagógia és számos társadalomtudományi diszciplína is foglalkozik vele. 